# Schizonycha diehli
Schizonycha diehli är en skalbaggsart som beskrevs av Werner Heinz Muche 1961. Schizonycha diehli ingår i släktet Schizonycha och familjen Melolonthidae. Inga underarter finns listade i Catalogue of Life.